# Emma Roberts
Emma Rose Roberts, född 10 februari 1991 i Rhinebeck, New York, är en amerikansk skådespelerska och sångerska som filmdebuterade som nioåring i filmen Blow. Hon är dotter till Eric Roberts och brorsdotter till Julia Roberts. 
Roberts har spelat huvudrollen Addie Singer i tv-serien Unfabulous som visades på Nickelodeon. Hon är även med i filmen Aquamarine med bland andra Sara Paxton och JoJo i rollerna. Hon medverkar även i filmen Kitty och Hollywoodmysteriet, som är en filmatisering av en av Kitty-böckerna och Wild Child, där hon spelar huvudrollen som en bortskämd tonåring som bor i Malibu men blir skickad till en internatskola i England av sin pappa. Hon medverkade år 2008 också i Hundpensionatet med bland andra Jake T. Austin. 2010 medverkade hon i filmen 4.3.2.1. där hon spelar Jo, som är en helt vanlig tjej som har fastnat på ett tråkigt jobb i en mataffär, medan hennes vänner är ute på äventyr.

## Biografi

### Tidigt liv
Roberts föddes i Rhinebeck, New York. Hon är dotter till skådespelaren Eric Roberts och hans före detta flickvän Kelly Cunningham.
Hon har en halvsyster, Grace Nickels, född 2001, som är dotter till hennes mamma och före detta L.A. Guns-basisten Kelly Nickels. I en intervju som gjordes i början av 2005 sa Roberts att "hon började få en närmare relation till sin mamma och styvpappa, och att hon inte träffar sin biologiska pappa så mycket". Roberts är brorsdotter till Julia Roberts.

### Karriär
Under sin uppväxt tillbringade Roberts mycket av sin tid på filminspelningar med sin faster Julia Roberts. På grund av detta bestämde hon sig för att bli skådespelare, som sin faster och far. Trots att hennes mamma varnade henne för att hon inte skulle få en "normal" uppväxt om hon blev skådespelare, så tog Roberts jobbet i Ted Demmes 2001 dramafilm Blow — den första filmen hon provspelade för vid nio års ålder. I filmen spelar hon rollen som Kristina Jung, dotter till Johnny Depps rollfigur, kokainsmugglaren George Jung. Filmen blev barnförbjuden, och Roberts mor sa att hon inte fick se den innan hon hade fyllt 18 år. Regissören Ted Demme gjorde ett band till henne där endast hennes scener finns med. Roberts har gått på Archer School for Girls i Los Angeles, Kalifornien.
2001 fick Roberts rollen i Leif Tildens 10 minuter korta film BigLove (i filmen medverkar även hennes blivande styvfar, Kelly Nickels). Hon fick även en liten roll som statist i America's Sweethearts, där hennes faster Julia Roberts medverkade.
Hon medverkar även i mindre roller i två familjefilmer, Grand Champion (2002), som syster till huvudkaraktären Buddy (Jacob Fisher), och Spymate (2003), som den kidnappade dottern till före detta hemlige agenten Mike Muggins (Chris Potter), som försöker rädda henne med hjälp av en "spionapa". Grand Champion visades på ett fåtal biografer under augusti 2004, medan Spymate inte hade premiär förrän februari 2006, då den släpptes på bio i Kanada, för att sedan släppas på DVD i april 2006. I augusti 2003 var det tänkt att Roberts skulle medverka i independentfilmen Daisy Winters, med bland annat Rachel Weisz i en av huvudrollerna. Filmen som skulle ha varit Roberts första huvudroll fick läggas ner på grund av finansiella problem. Den togs emellertid upp igen och hade premiär 2017 med Brooke Shields och Sterling Jerins i huvudrollerna.
Roberts blev tonårsidol när hon vid tretton års ålder fick huvudrollen som Addie Singer i Nickelodeon-serien Unfabulous, som hade premiär i september 2004. Nickelodeon ville ha henne som huvudrollen från början, och som ett resultat av serien fick Roberts en Teen Choice Award-nominering och ett flertal Young Artist Award-nomineringar. Serien blev en av kanalens mest sedda program och gick snabbt i ytterligare säsonger.
På grund av att hennes rollfigur i Unfabulous skriver låtar och spelar gitarr, bestämde sig Nickelodeon för att Roberts skulle få en karriär inom musik också, vilket ledde till att hon liksom andra unga skådespelare/sångare såsom Hilary Duff och Lindsay Lohan  släppte ett album. 
Roberts första låt var "If I Had It My Way", som hamnade på soundtracket till Disneys film Ice Princess från 2005. Efter det följde hennes debutalbum, Unfabulous and More: Emma Roberts, vilket släpptes i september 2005 och är soundtracket till Unfabulous. Albumet hamnade som bäst på plats 46 på Billboards Top Heatseekers, och två musikvideor släpptes för att göra reklam för albumet, "I Wanna Be" och "Dummy".
2006 återvände Roberts till filmduken, tillsammans med Sara Paxton och sångerskan Joanna Levesque i filmen Aquamarine, där de även blev goda vänner. Filmen handlar om två tonåringar (spelad av Roberts och JoJo) som hittar en sjöjungfru (Paxton) i deras simbassäng; för rollen fick Roberts 2007 ett pris vid "Young Artist Award" för Best Supporting Young Actress in a Feature Film. Roberts spelade även in en coverversion av Weezers singel från 2001 "Island in the Sun" till filmens soundtrack. Efter rollen i Aquamarine, var det tänkt att hon skulle medverka i Camp Couture (producerad av hennes mor, Kelly Cunningham) och Bras and Broomsticks (baserad på en bok med samma namn av Sarah Mlynowski), men ingen av filmerna blev producerade.

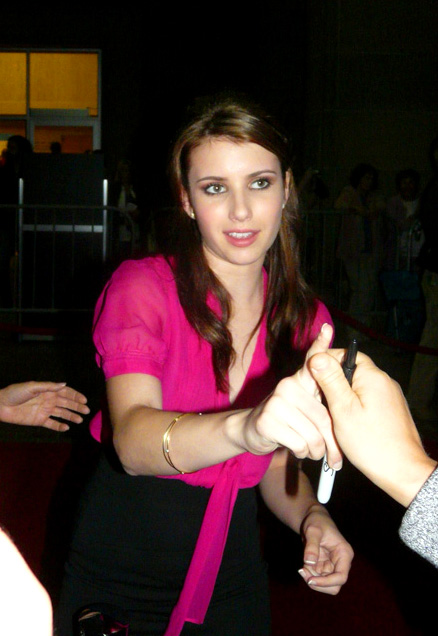
Roberts signerar autografer inför 2008 Toronto International Film Festival

Den 15 maj 2006 medverkade Roberts i MTV:s Punk'd med popsångaren Teddy Geiger. Under 2006 blev Roberts modell och talesman för Dooney & Bourke, där hon sedermera designade en egen Dooney & Bourke-väska, som kallas "Emma Bag."
I början av 2006 slutförde Roberts inspelningen av Nancy Drew. Filmen släpptes den 15 juni 2007. 
Roberts medverkade även i filmen Wild Child. Filmen handlar om en tonårsrebell från Malibu som skickas iväg till internatskola i England. Inspelningen slutfördes under den senare delen av 2007, och filmen hade premiär i England den 15 augusti 2008.
Roberts medverkade även i CG-animerade The Flight Before Christmas, där även komikern Norm MacDonald medverkar. Filmen finns tillgänglig på DVD sedan 28 oktober 2008. En annan film som Roberts medverkat i är independentfilmen Lymelife med Alec Baldwin. Filmen visades under Toronto International Film Festival 2008.
Hon har även medverkat i filmen Hundpensionatet. Filmen är baserad på en roman av Lois Duncan och hade premiär i januari 2009 i USA. I James Strouses high school-komedi The Winning Season, som hade premiär 2009, spelade Roberts en framträdande roll, tillsammans med Sam Rockwell och Rob Corddry.
Roberts hade även en roll i den japansk-amerikanska filmen Memoirs of a Teenage Amnesiac, som hade biopremiär i Japan 2010.

## Privatliv
Från och med mars 2019 var Roberts i ett förhållande med skådespelaren Garrett Hedlund. Deras son, Rhodes, föddes 27 december 2020. Paret separerade i januari 2022.
I augusti 2022 började Roberts dejta skådespelaren Cody John. Paret förlovade sig i juli 2024.

## Filmografi (i urval)

### Film
| år   | titel                         | roll                   | noter                   |
| ---- | ----------------------------- | ---------------------- | ----------------------- |
| 2001 | Blow                          | Kristina Sunshine Jung |                         |
| 2001 | BigLove                       | Delilah                | Kortfilm                |
| 2001 | America's Sweethearts         | flicka i lila T-shirt  | Okrediterad             |
| 2002 | Grand Champion                | systern                |                         |
| 2003 | Spymate                       | Amelia Muggins         |                         |
| 2006 | Aquamarine                    | Claire Brown           |                         |
| 2007 | Nancy Drew                    | Nancy Drew             |                         |
| 2008 | Niko – På väg mot stjärnorna  | Wilma                  | Röst                    |
| 2008 | Wild Child                    | Poppy Moore            |                         |
| 2008 | Lymelife                      | Adrianna Bragg         |                         |
| 2009 | Hundpensionatet               | Andi                   |                         |
| 2009 | The Winning Season            | Abbie                  |                         |
| 2010 | Valentine's Day               | Grace Smart            |                         |
| 2010 | Memoirs of a Teenage Amnesiac | Alice Leeds            |                         |
| 2010 | Twelve                        | Molly Norton           |                         |
| 2010 | 4.3.2.1                       | Joanne                 |                         |
| 2010 | It's Kind of a Funny Story    | Noelle                 |                         |
| 2010 | Virginia                      | Jessie Tipton          |                         |
| 2011 | Scream 4                      | Jill Roberts           |                         |
| 2011 | The Art of Getting By         | Sally Howe             |                         |
| 2012 | Celeste and Jesse Forever     | Riley Banks            |                         |
| 2013 | Empire State                  | Nancy Michaelides      |                         |
| 2013 | Familjetrippen                | Casey Matthis          |                         |
| 2014 | Adult World                   | Amy                    |                         |
| 2014 | Palo Alto                     | April                  |                         |
| 2015 | I Am Michael                  | Rebekah Fuller         |                         |
| 2015 | Ashby                         | Eloise                 |                         |
| 2016 | Nerve                         | Vee                    |                         |
| 2020 | The Hunt                      | Yoga Pants             |                         |
| 2020 | Holidate                      | Sloane Benson          |                         |
| 2022 | Abandoned                     | Sara                   | Även producent          |
| 2022 | About Fate                    | Margot                 |                         |
| 2023 | Maybe I Do                    | Michelle               |                         |
| 2023 | Madame Web                    | Mary Parker            |                         |
| 2024 | Space Cadet                   | Rex Simpson            | Även exekutiv producent |

### Television
| år      | titel                             | Roll                      | Noter                                 |
| ------- | --------------------------------- | ------------------------- | ------------------------------------- |
| 2004–07 | Unfabulous                        | Addie Singer              | 41 episoder                           |
| 2004    | Drake & Josh                      | Addie Singer              | episod: "Honor Council"               |
| 2007    | The Hills                         | Herself                   | episod: "Young Hollywood"             |
| 2010    | Jonas L.A.                        | Herself                   | episod: "House Party"                 |
| 2010    | Take Two with Phineas and Ferb    | Herself                   | episod: "Emma Roberts"                |
| 2011    | Extreme Makeover: Home Edition    | Herself                   | episod: "The Brown Family"            |
| 2013    | Family Guy                        | Amanda Barrington (voice) | episod: "No Country Club for Old Men" |
| 2013–14 | American Horror Story: Coven      | Madison Montgomery        | 13 episoder                           |
| 2014–15 | American Horror Story: Freak Show | Maggie Esmerelda          | 10 episoder                           |
| 2014    | Delirium                          | Lena Haloway              | Osålda TV-piloten                     |
| 2015    | Scream Queens                     | Chanel                    |                                       |

## Diskografi

### Album
- 2005: Unfabulous and More

### Single
- 2005: "Santa Claus Is Comin' to Town"

### Övrigt
- 2005: "If I Had It My Way" soundtrack till Isprinsessan
- 2006: "Island in the Sun" soundtrack till Aquamarine

## Priser och nomineringar

### Priser
- 2007 Young Artist Award - Best Performance in a Feature Film - Supporting Young Actress; för Aquamarine
- 2007 ShoWest Female Star of Tomorrow[28]

### Nomineringar
- 2005 Teen Choice Awards - Choice TV Breakout Performance - Female; för Unfabulous
- 2005 Young Artist Award - Best Performance in a TV Series (Comedy or Drama) - Leading Young Actress; för Unfabulous[29]
- 2005 Young Artist Award - Outstanding Young Performers in a TV Series; för Unfabulous[29][30]
- 2006 Young Artist Award - Best Young Ensemble Performance in a TV Series (Comedy or Drama); för Unfabulous[31][30]
- 2007 Young Artist Award - Best Performance in a TV Series (Comedy or Drama) - Leading Young Actress; för Unfabulous
- 2007 Young Artist Award - Best Young Ensemble Performance in a TV Series (Comedy or Drama); för Unfabulous
- 2007 Kids' Choice Awards - Favorite TV Actress; för Unfabulous[32]
- 2007 Teen Choice Award - Choice TV Actress: Comedy; för Unfabulous[33]
- 2007 Teen Choice Award - Choice Movie: Breakout Female; för Nancy Drew
- 2007 Teen Choice Award - Choice Movie Actress: Comedy; för Nancy Drew
- 2008 Kids' Choice Awards - Favorite TV Actress; för Unfabulous